# Las Ollas Arriba
Las Ollas Arriba è un comune (corregimiento) della Repubblica di Panama situato nel distretto di Capira, provincia di Panama. Si estende su una superficie di 25 km² e conta una popolazione di 1.201 abitanti (censimento 2010).